# Dalaas
Dalaas település Ausztria legnyugatibb tartományának, Vorarlbergnek a Bludenzi járásában található. Területe 94,3 km², lakosainak száma 1 543 fő, népsűrűsége pedig 16 fő/km² (2014. január 1-jén). A település 835 méteres tengerszint feletti magasságban helyezkedik el.
A település részei:
- Dalaas
- Wald am Arlberg

## Fordítás
- Ez a szócikk részben vagy egészben  a   Dalaas című angol Wikipédia-szócikk ezen változatának fordításán alapul.  Az eredeti cikk szerkesztőit annak laptörténete sorolja fel. Ez a jelzés csupán a megfogalmazás eredetét és a szerzői jogokat jelzi, nem szolgál a cikkben szereplő információk forrásmegjelöléseként.